# Autostrada A980 (Niemcy)
Autostrada federalna A980 (niem. Bundesautobahn 980 (BAB 980), Autobahn 980 (A980)), nazywana także odgałęzieniem Waltenhofen (niem. Abzweig Waltenhofen) oraz południową obwodnicą Kempten (niem. Südumfahrung Kempten) – autostrada w Niemczech przebiegająca na linii wschód-zachód, leżąca na południu Bawarii. Prowadzi od węzła Dreieck Allgäu z autostradą A7 (E532) do węzła Waltenhofen z drogami federalnymi B12 i B19.
W przeszłości miała być częścią autostrady federalnej A98 i krzyżować się z niewybudowaną A985. W wyniku zaniechania realizacji planu budowy autostrady A980 stanowi obecnie drogę dojazdową z Oberstdorfu i Ostallgäu. Autostrada przecina rzekę Iller między węzłami Durach i Waltenhofen.
Według danych opublikowanych w grudniu 2012 roku przez ADAC A980 jest jedną z dziesięciu najbardziej niebezpiecznych autostrad w Niemczech pod kątem jazdy pod prąd. W latach 2010–2011 było 16 przypadków jazdy pod prąd na tej drodze. Po dokonaniu ekstrapolacji na 100 km w skali roku statystycznie przypada 156,9 doniesień o nieprawidłowo poruszających się pojazdach co daje 2. miejsce w zestawieniu. Bardziej niebezpieczną od A980 arterią jest tylko autostrada federalna A255 (Hamburg-Süd – Neue Elbbrücken) z wynikiem 166,7 raportu o jeździe pod prąd na 100 km w skali roku.